# Bakerella clavata
Bakerella clavata (Desr.) Balle, 1964  è una pianta epifita semi-parassita della famiglia Loranthaceae, endemica del Madagascar.

## Ecologia
I suoi frutti costituiscono la base della dieta di alcune specie di lemuri quali Microcebus rufus e Propithecus edwardsi.